# Mary Arden
Mary Dawne Arden (St. Louis, 30 luglio 1933 – New York, 13 dicembre 2014) è stata un'attrice, modella e imprenditrice statunitense.

## Biografia
Nata nel Missouri, si spostò ancora molto giovane a New York. Bionda, molto espressiva e dotata di una bellezza fine ed elegante negli anni della Dolce vita romana, lavorò in Europa prima come modella per importanti stilisti come Yves Saint Laurent, Christian Dior e Karl Lagerfeld, posando per importati riviste italiane del tempo.
Negli anni 1960 intraprese la carriera di attrice e prese parte a diversi film, soprattutto di genere poliziottesco, nei quali, complice la sua algida bellezza, ebbe spesso ruoli da cattiva e antagonista, lavorando spesso con il regista Lucio Fulci. La sua prima apparizione risale al 1962 nel film L'attico dove affiancò Daniela Rocca, oltre a Walter Chiari e Tomas Milian. Tra i suoi film più importanti ricordiamo Sei donne per l'assassino (1964), diretto da Mario Bava, in cui interpretò il ruolo di Peggy. Degno di nota anche il lungometraggio A... come assassino (1966), nel quale interpretò il ruolo della diabolica e conturbante Angela, e il film Kriminal (1966), nel quale interpretò la bella e perfida Gloria. Nel 1965 ebbe inoltre un piccolo ruolo in Giulietta degli spiriti di Federico Fellini.
Negli anni 1970 rientrò nel suo paese natale dove, oltre a proseguire saltuariamente la carriera di attrice, lavorò come direttrice di marketing per la Helena Rubinstein International. Dal 1980 curò svariate rubriche documentaristiche e di moda per Channel 11 Noon News di Los Angeles, e per alcune emittenti televisive messicane.
Ritornata stabilmente a New York, fondò la Arden Associates, azienda operante nel campo della moda e della cosmesi, intervenendo spesso in programmi televisivi statunitensi. Svolse inoltre attività di docenza presso l'università di New York insegnando business communication.
Morì a New York all'età di 81 anni.

## Vita privata
È stata moglie dell'attore americano Arthur Hansel.

## Filmografia
- L'attico, regia di Gianni Puccini (1963)
- Sei donne per l'assassino, regia di Mario Bava (1964)
- I maniaci, regia di Lucio Fulci (1964)
- I due evasi di Sing Sing, regia di Lucio Fulci (1964)
- La vendetta di Spartacus, regia di Michele Lupo (1964)
- 00-2 agenti segretissimi, regia di Lucio Fulci (1964)
- Giulietta degli spiriti, regia di Federico Fellini (1965)
- A... come assassino, regia di Angelo Dorigo (1966)
- Kriminal, regia di Umberto Lenzi (1966)
- I due sanculotti, regia di Giorgio Simonelli (1966)
- Colpo maestro al servizio di Sua Maestà britannica, regia di Michele Lupo (1967)
- Le mogli (Doctors' Wives), regia di George Schaefer (1971)
- Los marcados, regia di Alberto Mariscal (1971)
- Bloody Christmas, regia di Michael Shershenovich (2012)